# The Thundering Herd (1925)
The Thundering Herd (Brasil: Almas Bravias ) é um filme faroeste perdido dos Estados Unidos de 1925 dirigido por William K. Howard, estrelado por Jack Holt, Lois Wilson, Noah Beery, Sr. e Raymond Hatton. Baseado no romance The Thundering Herd de Zane Grey e escrito por Lucien Hubbard, o filme conta a história do comerciante que descobre um esquema para culpar os índios sobre o massacre de búfalo. The Thundering Herd contém a primeira aparição de Gary Cooper em um papel não creditado.

## Elenco
- Jack Holt ... Tom Doan
- Lois Wilson ... Milly Fayre
- Noah Beery, Sr. ... Randall Jett
- Raymond Hatton ... Jude Pilchuk
- Charles Ogle ... Clark Hudnall
- Tim McCoy ... Burn Hudnall
- Lillian Leighton ... Mrs. Clark Hudnall
- Eulalie Jensen ... Mrs. Randall Jett
- Stephen Carr ... Ory Tacks
- Maxine Elliott Hicks ... Sally Hudnall
- Ed Brady ... Pruitt
- Pat Hartigan ... Catlett
- Fred Kohler ... Follansbee
- Bob Perry ... Joe Dunn
- Gary Cooper (não creditado)